# Simon Amstell
Simon Amstell (Gants Hill (Londen), 29 november 1979) is een Joods-Britse cabaretier en presentator.

## Biografie
Amstell werd geboren in een deel van Londen dat voorheen bij Essex hoorde. Hij bezocht de Beal High School in Redbridge. Amstell is open over zijn homoseksualiteit en refereert hier regelmatig aan in televisieoptredens.

## Carrière

### Televisie
Amstells eerste televisieoptreden was in 1998, toen hij presentator werd op de kinderzender Nickelodeon. Hij werd hier naar eigen zeggen ontslagen omdat hij sarcastisch en gemeen was tegen kinderen.
Van 2000 tot 2006 presenteerde hij het programma Popworld op Channel 4. Hij interviewde hier op een uiterst ironische en surrealistische manier popsterren. Dit leverde hem veel fans op, maar ook moeilijkheden en ruzie met de beroemdheden. Hij stelde ongewone en irrelevante vragen, zoals aan Britney Spears of ze weleens aan een batterij had gelikt. Ook flirtte hij met de artiest Beenie Man, ondanks diens homofobe songteksten.
Tot voor kort presenteerde Amstell het BBC-programma Never Mind the Buzzcocks, in het gezelschap van teamcaptains Bill Bailey en Phill Jupitus. De eerste maal dat hij in het programma verscheen was in 2005, was hij te gast, maar vanaf oktober 2006 nam hij het programma definitief over van de vorige presentator. Ook in dit programma veroorzaakt hij ophef, zo verliet zanger Preston van The Ordinary Boys woedend de studio nadat Amstell delen van de autobiografie van zijn vrouw belachelijk maakte.
In maart 2007 won Amstell een prijs van de Royal Television Society voor zijn werk bij Never Mind The Buzzcocks. Op 25 april 2009 kondigde hij via zijn internetnieuwsbrief aan dat hij geen nieuwe serie meer zal presenteren, omdat hij zich wil concentreren op zijn live tours en optredens.
Sinds augustus 2010 verschijnt Amstell wekelijks in de door hem geschreven sitcom Grandma's House. De serie draait om een fictieve versie van Amstell en zijn familie, die in elke aflevering samenkomen in het huis van zijn grootouders. Later dit jaar wordt het eerste seizoen op dvd verwacht.

### Stand-up
Amstell treedt ook op als stand-upcomedian. Hij was onder meer de jongste finalist ooit van de BBC New Comedy Awards. Ook heeft hij van 2005 tot 2007 elk jaar opgetreden in Edinburgh op de Edinburgh Festival Fringe. Het laatste jaar verscheen hij hier met een show met de titel "No Self".